# Нюшков, Валентин Александрович
Валентин Александрович Нюшков (26 декабря 1974, пос. Агудзера, Гульрипшский район, Абхазская АССР — 20 июня 2022, Сухум, Республика Абхазия) — абхазский историк и кавказовед, кандидат исторических наук (2012). Автор множества работ по истории Абхазии и Северного Причерноморья, а также монографии «История и культура апсилов (II в. до н. э. — вторая половина VIII в. н. э.)». Внёс значительный вклад в абхазскую науку, один из крупнейших исследователей Великой абхазской стены (Келасурская стена).

## Биография
Родился в закрытом посёлке Агудзера (недалеко от Сухума) в русской семье. Его отец Александр Васильевич Нюшков (1937—2016) был физиком-ядерщиком, молодым специалистом из Новосибирска, прибывшим для работы в Сухумский физико-технический институт, ветеран советского атомного проекта, мать Алевтина Леонидовна Евгеньева (1936—2022) — писатель и филолог, преподавала русский язык и литературу в горных сёлах Абхазии о чём оставила воспоминания.
В 1992 г. с отличием окончил Гулрыпшскую среднюю школу.
Застал Абхазскую войну (1992—1993) в оккупации.
Скончался 20 июня 2022 года от онкологического заболевания.

### Научная деятельность
В 2004 году окончил исторический факультет Абхазского государственного университета, поступил в аспирантуру при Абхазском институте гуманитарных исследований им. Д. И. Гулиа Академии наук Абхазии. В 2012 г. защитил кандидатскую диссертацию на соискание научной степени кандидата исторических наук (специальность — «Отечественная история» (Сухум), оппонентом выступил д.и.н. М. М. Казанский, главный научный сотрудник Исследовательского центра «Восток и Средиземноморье» / Византийский мир, Национальный центр научных исследований Франции (Париж). С 2006 г. научный сотрудник (с 2016 г. старший научный сотрудник) Абхазского института гуманитарных исследований им. Д. И. Гулиа АН Абхазии. С 2012 г. старший научный сотрудник Абхазского государственного музея. Соучредитель и старший научный сотрудник Научно-культурного центра Ю. Н. Воронова при АГУ (г. Сухум).
В марте 2019 г. был премирован Академией наук Абхазии за наибольшее количество (7) работ, опубликованных за 2018 г.
Участник региональных и международных конференций в Сухуме, Москве, Санкт-Петербурге, Грозном, Магасе, Краснодаре, Анапе, Ростове-на-Дону, Карачаевске и других городах.